# Concilio di Trebur
Il Concilio di Trebur (detto anche concilio di Tribur) è stato un concilio provinciale convocato nell'895 a Trebur, attuale Germania. Venne presieduto dal vescovo Attone I di Magonza.
Il consiglio stabilì diverse norme, la più importante delle quali fu la non ereditarietà delle proprietà della chiesa da parte dei parenti dei chierici e dei sacerdoti e la redenzione penitenziale.
Nel consiglio si decise anche la questione della imitazione di Cristo nell'atto del battesimo: la tripla immersione del battezzando nell'acqua era segno dei tre giorni trascorsi da Gesù nella tomba e l'uscita finale dall'acqua simboleggia la risurrezione di Gesù.